# Citharinops
Citharinops is een monotypisch geslacht van straalvinnige vissen uit de familie van de ruitzalmen (Citharinidae).

## Soort
- Citharinops distichodoides (Pellegrin, 1919)